# Bāqerābād-e Soflá
Bāqerābād-e Soflá (persiska: بقرآباد سفلی) är en ort i Iran.   Den ligger i provinsen Kermanshah, i den västra delen av landet, 500 km väster om huvudstaden Teheran. Bāqerābād-e Soflá ligger 1 440 meter över havet och antalet invånare är 668.
Terrängen runt Bāqerābād-e Soflá är kuperad åt sydost, men åt nordväst är den platt.Runt Bāqerābād-e Soflá är det ganska tätbefolkat, med 100 invånare per kvadratkilometer. Närmaste större samhälle är Ḩomeyl, 18,9 km söder om Bāqerābād-e Soflá. Omgivningarna runt Bāqerābād-e Soflá är i huvudsak ett öppet busklandskap.